# Girolamo Canini
Girolamo Canini (Anghiari, 1551 circa – Padova, 11 luglio 1631) è stato un linguista e presbitero italiano.

## Biografia
Nipote di Angelo Canini, insigne orientalista, entrò nell'Ordine dei Gesuati di San Girolamo e visse lungamente a Venezia. Negli ultimi anni della sua vita fu nominato priore del convento del proprio ordine in Padova. A Padova morirà nel 1631, all'età di ottant'anni. Poliglotta, Girolamo Canini ebbe un’intensa attività di traduttore, editore, e commentatore di testi. Tra le sue traduzioni figurano il Traicté de la cour di Eustache de Refuge, edito a Venezia nel 1621 e l'Historia delle guerre intestine e delle rivolutioni di Francia di Pierre Matthieu. Durante la sua vita Canini fu noto per aver curato una lussuosa edizione dell'Opera omnia di Tacito nella traduzione di Adriano Politi, stampata a Venezia nel 1618 e ristampata tre volte durante la prima metà del secolo (1620, 1628 e 1641). L'edizione è corredata dalle note di Giusto Lipsio, dalla "distinzione del testo" di Jan Gruter e dalla cronologia di Charles Aubert. Al Canini si deve anche la traduzione dallo spagnolo degli "aforismi", che figurano a margine del testo, opera di Baltasar Álamos de Barrientos. Nel 1633, poco dopo la sua morte, fu  pubblicata a Venezia, presso Marco Ginammi, la sua opera più importante, la prima traduzione completa in italiano degli Essais di Montaigne.